# Njemački ovčar
Njemački ovčar (poznat i kao alzaški ovčar) pasmina je domaćih pasa selektirana i odgajana za čuvanje stoke prvenstveno ovaca. Njemački ovčar je pasmina pasa iz FCI skupine 1 (pastirski psi i psi goniči stoke). Čest je kućni ljubimac i jedna od najraširenijih pasmina pasa. Puno se koristi za potrebe vojske i policije npr. u traganju za drogom, kriminalcima. Pomaže slijepim osobama kao vodič.

## Povijest
U Njemačkoj je 1891. godine, osnovano društvo "Phylax" s ciljem standardiziranja pasmina pasa i uzgoja pasa s poželjnim osobinama poput snage, spretnosti, brzine, dobrog njuha. Društvo se nakon par godina raspalo, zbog mimoilaženja oko ciljeva, Jedan od bivših članova Max von Stepanitz posebno je cijenio radne pse. Na izložbi pasa 1899., oduševio ga je pas imena Hektor Linksrhein, koji je bio rezultat dugogodišnjeg uzgoja, pokazao se kao snažan, inteligentan i vjeran pas. Von Stepanitz preuzeo je tog psa, nazvao ga je Horand von Grafrath i prozvao ga prvim njemačkim ovčarom te je osnovao Udrugu njemačkih ovčara.
Od tog prvog psa koji se pario sa ženkama sličnih karakteristika, nastali su brojni potomci, koji su činili jezgru pasmine njemačkih ovčara. Svi čistokrvni njemački ovčari potomci su tog prvog proglašenog njemačkog ovčara. Njemački ovčar prihvaćen je kao pasmina 1919., kada ih je bilo 505 primjeraka, a do 1926., već ih je bilo oko 8000. Popularnost mu je porasla nakon što se pokazao kao koristan pas u ratu i kada su se pojavili njemački ovčari "Rin Tin Tin" i "Strongheart" u filmskim ulogama. Nakon Drugog svjetskog rata, imao je negativni odjek u javnosti, zbog njemačkog imena. U Engleskoj su stoga pasminu prozvali "alzaški ovčar" te su to ime koristili do 1977., kada su odlučili ponovno koristiti staro ime. U SAD-u je 2009. godine je bio drugi na popisu najbrojnih pasmina.

## Standardne osobine
Njemački je ovčar srednje velik, blago izdužen, snažan i dobro mišićav, kosti su suhe, a cjelokupna građa je čvrsta.
Visina grebena kod mužjaka iznosi 60-65 cm, a kod ženki 55-60 cm. Dužina trupa prelazi visinu grebena za oko 10-15%
Njemački ovčar po karakteru je smiren, siguran u sebe, miran, oprezan i vodljiv. Mora po standardu imati osobine hrabrosti, borbenosti i oštrine kako bi bio pogodan za raznovrsnu upotrebu posebno kao pratilac, stražar i zaštitnik.
Glava je klinastog oblika, u skladu s veličinom tijela (duga oko 40% visine grebena). Čelo je, gledano s prednje strane i sa strane malo zaobljeno bez ili sa slabo izraženom čeonom brazdom. Gornji dio glave čini 50% dužine glave. Gornja i donja vilica snažno su razvijene. Nos je ravan, udubljenja ili ispučenja nisu poželjna. Usne su zategnute, dobro priljubljene i tamne boje. Zubalo, ima 42 zuba po zubnoj formuli. Teške mane su predgriz, podgriz, klještasto zubalo, kao i palisadno zubalo (veći razmak među zubima). Vilice moraju biti snažno razvijene da bi zubi bili duboko usađeni.
Oči su srednje veličine, bademastog oblika, malo koso postavljene i nisu buljave. Boja očiju treba biti što tamnija, a svijetle, blještave oči nisu poželjne pošto kvare dojam o psu. Ima uši uspravno nošene, srednje veličine, paralelne, nisu uvrnute prema unutra, vrhovi su špicasti, a školjke naprijed okrenute. Klempave i oborene uši nisu dozvoljene. U pokretu ili pri mirovanju unazad nošene uši nisu greška. Vrat je jak s dobro razvijenim mišićima, kut prema horizontali iznosi 45 stupnjeva.
Gornja linija trupa proteže se od početka vrata, preko dobro razvijenog grebena, zatim preko horizontalnih blago padajućih leđa do blago stražnjeg dijela tijela bez vidljivog prekida. Leđa su čvrsta, snažna i mišićava. Slabinski dio širok je, jak i mišićav. Rep doseže najmanje do skočnog zgloba i prelazi sredinu zadnjeg došaplja. Operativne korekcije repa nisu dozvoljene.
Koža slobodno naliježe, ali pri tom ne stvara nabore. Korektna dlaka je oštra s razvijenom poddlakom. Pokrovna dlaka treba biti što gušća, ravna i dobro polegla uz tijelo. Na glavi uključujući i unutršnjost ušiju, prednjoj strani nogu šapama, kao i prsima dlaka je kratka. Na vratu je nešto duža i gušća.
Boja je crna s kestenjastim, smeđim, žutim do svijetlosivim oznakama, crno siva, siva s tamnijim oznakama, sedlom i maskom. Neprimjetne male bijele oznake na prsima kao i sa svijetle unutarnje strane nogu, dopuštene su, ali nisu poželjne. 
Poddlaka posjeduje slabo sivi ton. Bijela boja nije dozvoljena.
Svako odstupanje od navedenih točaka u standardu, smatra se greškom, čija ocjena mora biti u pravilnom odnosu sa stupnjem odstupanja.

## Galerija
- Njemački ovčar
- Dva odrasla primjerka
- Štene
- Njemački ovčar star 3 mjeseca
- Njemački ovčar pomaže u spašavanju